# 西香はち
西香 はち（にしが はち、2月5日 - ）は、日本の漫画家。血液型はA型。

## 来歴
デビュー前は24号というPNで漫画を描いていた。漫画アプリ、『Palcy』（講談社）で連載した『花と紺青 防大男子に恋しました。』は、後に『別冊フレンド』（同）にて2019年10月号より連載された。
2022年10月14日より漫画アプリ、『コミックDAYS』（同）にて『波うららかに、めおと日和』の連載開始。

## 作品リスト
- 『花と紺青 防大男子に恋しました。』講談社〈講談社コミックス別冊フレンド〉全4巻
  1. 2020年10月13日発売[6][7]、ISBN 978-4-06-521081-9
  2. 2020年12月11日発売[8]、ISBN 978-4-06-521753-5
  3. 2021年2月12日発売[9]、ISBN 978-4-06-522274-4
  4. 2021年6月11日発売[10]、ISBN 978-4-06-523596-6
- 『波うららかに、めおと日和』講談社〈モーニングKC〉既刊8巻（『コミックDAYS』2022年10月14日 - 連載中）